# Alluaudomyia platipyga
Alluaudomyia platipyga är en tvåvingeart som beskrevs av Tokunaga 1963. Alluaudomyia platipyga ingår i släktet Alluaudomyia och familjen svidknott. Inga underarter finns listade i Catalogue of Life.